# Église Saint-Gildas d'Auray
 (juin 2024).
L'église Saint-Gildas est une église catholique située à Auray, en France.

## Localisation
L'église est située dans le département français du Morbihan, à Auray.

## Utilisation
L'église Saint-Gildas est affectée au culte catholique de cette paroisse du doyenné d'Auray. Une messe y est célébrée tous les dimanches à 11 h.

## Historique

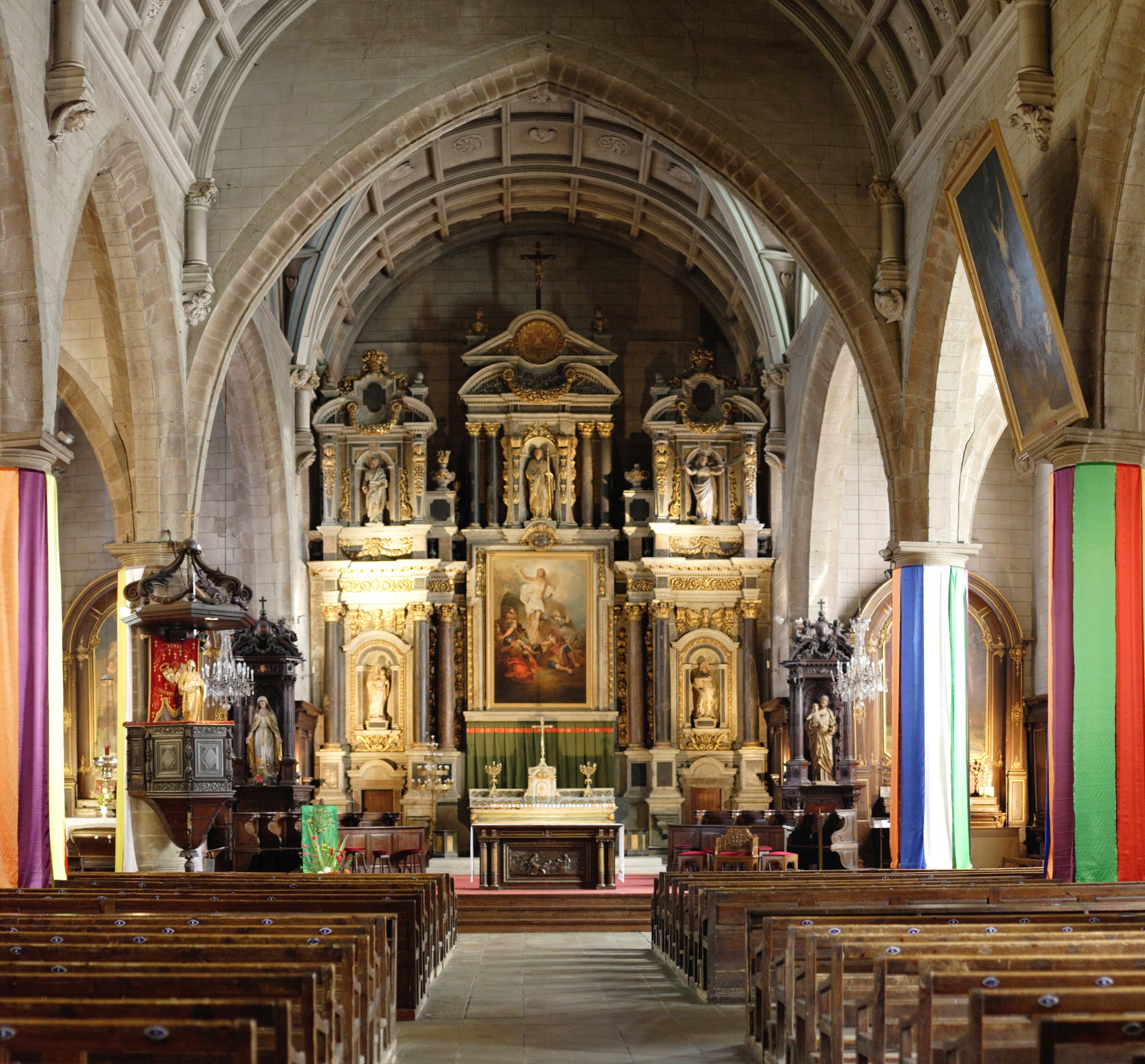
L'intérieur de l'église.

Elle abrite un retable lavallois en pierre et marbre de 1664 attribué à Olivier Martinet, un orgue du XIXe siècle et des fonts baptismaux avec dais sculpté. Du XVIIIe siècle, elle conserve des boiseries dans les chapelles latérales, et un élégant buffet d'orgue. Au XXe siècle, plus précisément dans les années 1930, les grandes baies des transepts reçoivent des vitraux évoquant la vie de saint Gildas : vitraux dus à l'atelier des Frères Rault, maîtres verriers à Rennes.
L'édifice et son retable sont classés au titre des monuments historiques par arrêté du 17 février 1995.
Le dimanche 4 mars 2018, dix départs de feu dus à une tentative volontaire d'incendie sont maîtrisés par les pompiers arrivés à temps. Deux jeunes filles sont interpellées par la suite. Une tapisserie est brûlée, ainsi que l'autel et divers objets.